# Stanley William Herbert Cowley
Stanley William Herbert Cowley é um físico britânico.
Recebeu a Medalha de Ouro da Royal Astronomical Society de 2006.